# Jarmina
Jarmina est un village et une municipalité située dans le comitat de Vukovar-Syrmie, en Croatie. Au recensement de 2001, la municipalité comptait 2 627 habitants, dont 98,13 % de Croates ; en 2001, la municipalité et le village étaient confondus.

## Localités
La municipalité de Jarmina ne compte qu'une seule localité, le village éponyme de Jarmina.